# Lampides infuscata
Lampides infuscata är en fjärilsart som beskrevs av Querci 1932. Lampides infuscata ingår i släktet Lampides och familjen juvelvingar. Inga underarter finns listade i Catalogue of Life.